# Rogues d'Hangest
Rocrion († 1352), seigneur de Hangest et d’Avesnecourt, maréchal de France, dit Rogues (ou Roque) d'Hangest.

## Biographie

### Famille
Fils de Jean III d'Hangest, il épousa Isabeau de Montmorency puis Alix de Garlende. Son fils Jean IV fut conseiller du Dauphin de Viennois.

### Carrière militaire
Rogues de Hangest prit part à la guerre contre les Anglais en 1337. Il accompagna Philippe VI de Valois au siège de Tournai en 1340. Il se trouvait au camp de Bouvines près de Tournai, lorsque Édouard III, roi d’Angleterre, provoqua Philippe VI en combat singulier.
Il reçut la charge de panetier du roi en 1344.
Jean II l'éleva à la dignité de maréchal de France en septembre 1352, après la bataille de Mauron à laquelle il participa le 14 août 1352, aux côtés de son prédécesseur Guy II de Nesle tué au combat. Il mourut en novembre de la même année.